# تاریخ گیلان در قرن هجدهم
این مقاله به تاریخ گیلان در قرن هجدهم میلادی می‌پردازد.

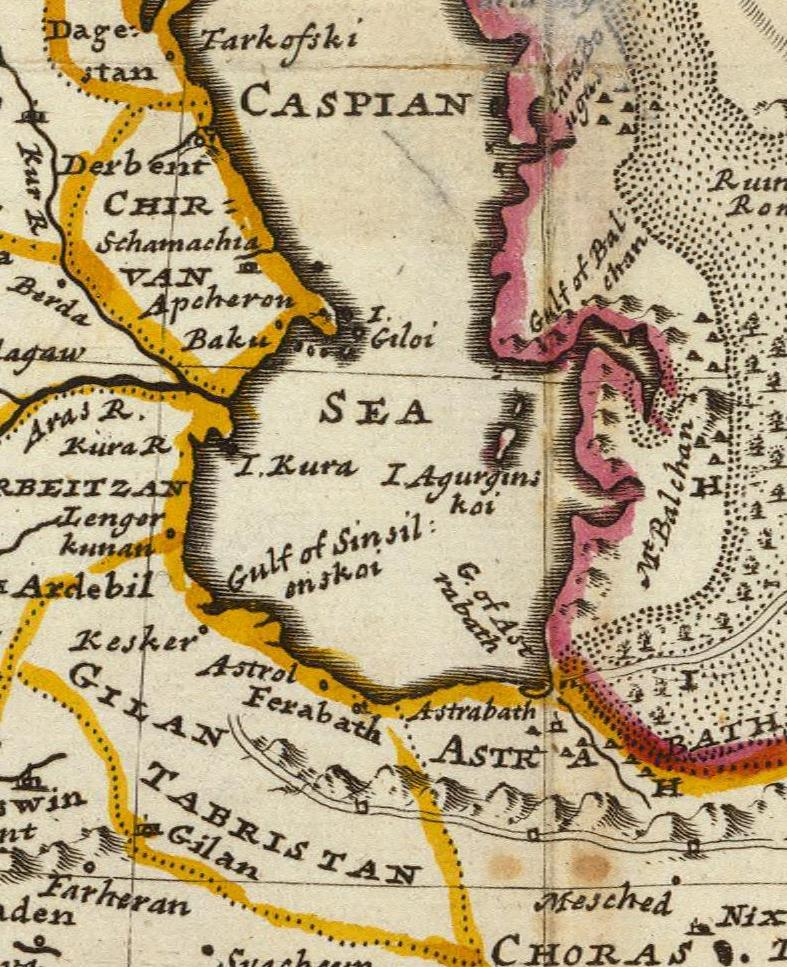
گیلان در ۱۷۳۶، از نقشه هرمان مول

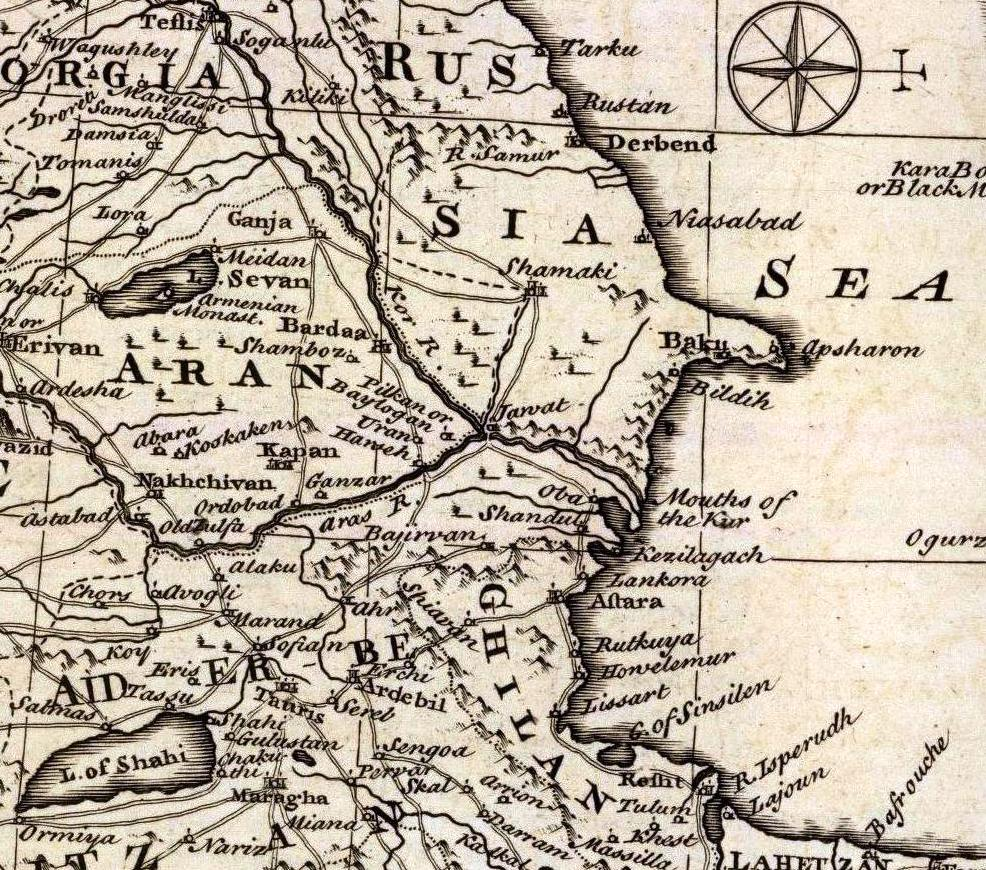
گیلان در ۱۷۴۷، از نقشه امانوئل بوئن

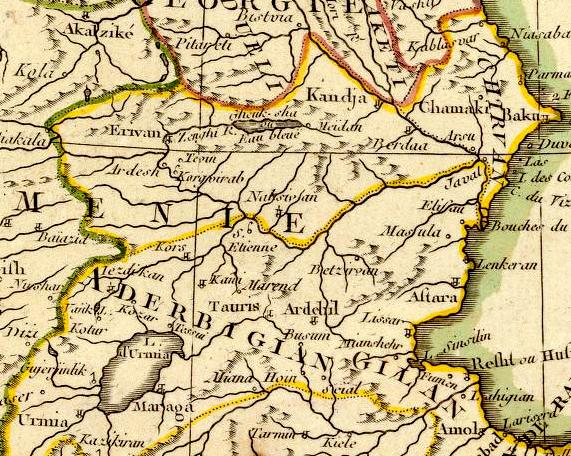
گیلان در ۱۷۸۷، از نقشه ریگوبرت بن

افول صفویان و انقراض آنان در سال ۱۷۲۲، منجر به یک حالت آشوب در کشور شد. مناطق شمالی کشور نسبت به تأثیر و اشغال خارجی آسیب‌پذیر شد. اولین تلاشها توسط روسیه تزاری برای تسلط بر دریای خزر و ولایات ایرانی گیلان، مازندران، استرآباد و آذربایجان در همین زمان شروع شد. این قرن پرآشوب ظهور سه رهبر قدرتمند ایلی را به خود دید، نادر شاه افشار، کریم خان زند و آغا محمد خان قاجار. طی بیشتر این دوره، گیلان توسط فرمانروایان محلی اداره می‌شد که یا به‌طور مستقل حکم می‌راندند یا استقلال نسبیشان را با پرداخت خراج به چهره‌های نوظهور یادشده و فرمانداران کل منتصب آنان تضمین می‌کردند. تقسیم گیلان به دو بخش بیه پس و بیه پیش که قدمتی چند قرنی داشت در این دوره هم ادامه یافت.

## اشغال گیلان توسط روسیه
روسیه اولین تلاشهایش برای اشغال ولایات ایرانی در جنوب خزر را طی واپسین سالهای حکمرانی پتر کبیر انجام داد. پتر که روسیه را تبدیل به یک قدرت بزرگ اروپایی کرده بود، دیررمانی بود که سودای تبدیل خزر به یک دریای روسی و کنترل تجارت اروپا با شرق را در سر می‌پروراند.
او افسری به نام آرتمی والینسکی را به دربار شاه سلطان حسین فرستاد تا وضعیت محلی را ارزیابی کند و همکاری تجاری بیشتر با ایران و هند را تشویق کند. او با دربار ایران قراردادی بست که به موجب آن کنسولهای روس به اصفهان، شیروان و رشت فرستاده می‌شدند. والینسکی گزارش کرد که امپراطوری صفوی در شرف سقوط است و فتح ولایات شمالی آن در غرب و جنوب خزر دشواری چندانی برخواهد انگیخت.
پیش زمینه اشغال ولایات ایرانی آسب جدی بود که به اموال و زندگی تاجران روس در شیروان وارد شد. پتر پیشروی به سوی کرانه‌های جنوبی خزر را در ۱۷۲۲ با انتقال ۱۰۰۰۰۰ سرباز و ملوان در آستاراخان شروع کرد و دربند را در سپتامبر آن سال اشغال کرد؛ ولی در این زمان به دلیل پیشرویهای عثمانی در شمال غرب ایران پتر در زمستان به آستاراخان عقب نشست. هم‌زمان حاکم گیلان که از اشغال آن توسط افغانها می‌ترسید، پیامی فوری به پتر فرستاد و از او خواست یک پادگان روسی در رشت، مرکز ولایت که تحت محاصره زبردست خان افغان بود مستقر کند. علی الظاهر خواسته حاکم در تطابق با خواسته شاه تهماسب دوم بود که تازه تاجگذاری کرده بود و نماینده‌ای برای امضای پیمان اتحاد و حفاظت به روسیه فرستاده بود. تزار در پاسخ دو گردان به فرماندهی کلنل شیپوف را به گیلان اعزام کرد. وقتی آنان رسیدند حاکم مردد بود به آن‌ها اجازه دهد از کشتی پیاده شوند. نهایتاً آنان که نه توسط حاکم و نه توسط مردم استقبال شده بودند در کاروانسرایی در نزدیکی رشت اقامت گزیدند. باکو هم که متحمل بمباران از دریا بود در ژوئیه همان سال تسلیم شد. نماینده شاه تهماسب سر راهش به رشت رسید و توسط شیپوف به مسکو برده شد پیش از این که دستورهای جدید را از شاه که نظرش عوض شده بود دریافت کند. تهماسب به شیپوف و حاکم گیلان پیام داد و خواست نیروهای روس فوراً خاک ایران را ترک کنند. حاکم ۱۵۰۰۰ سرباز آموزش ندیده بی تجهیزات کافی که بیشتر از دهقانان بودند را برای محاصره کردن روسها فرستاد. زیر آنش سنگین روسها آن‌ها با دادن ۱۰۰۰ نفر تلفات پراکنده شدند. پس از این نبرد پتر چهار گردان سرباز به رهبری لواشف را جایگزین شیپوف کرد. او در سپتامبر ۱۷۲۳ رسید و مقاومت مردم را سرکوب کرد.
نماینده شاه که از تغییر در سیاست ایران و حرکتهای جدید تهماسب بی‌خبر بود در ۲۳ سپتامبر ۱۷۲۳ پیمان اتحادی با روسیه امضا کرد ک ه گیلان مازندران استر آباد را علاوه بر تالش باکو و دربند را به روسیه واگذار کرد. نتیجتاً پتر رسماً ژنرال لواشف را به سمت حاکم گیلان منصوب کرد. در ۱۷۲۷ حاکم روس نیروهای افغان اشرف را که در گیلان پیشروی کرده بودند شکست داد و با محمد صیدال خان فرمانده افغانها مذاکره کرد، که منجر به توافقی بین صیدال و لواشف در فوریه ۱۷۲۷ در رشت شد. بنا بر مفاد آن، اشرف حکرانی رودبار را به داد و در عوض روسیه حق حکمرانی او بر ایران را به رسمیت شناخت؛ ولی پس از این که نادر به سوی اصفهان پیش رفت و اشرف را مجبور کرد از پایتخت بگریزد معاهده بی‌ارزش شد. اشرف در راهش به سمت قندهار کشته شد.
در ۱۷۲۴ تزار به فرمانده نیروهای روس در گیلان دستور داد از ارمنیان و دیگر مسیحیان دعوت کند تا به گیلان مهاجرت کنند تا تعداد مسلمانان هرچه بیشتر کم شود. این ماجراجویی تزار موفق نبود. از ۶۱٬۰۳۹ مردی که در آن شرکت جستند ۳۶٬۶۶۴ نفر مردند. مناطق اشغالی آسیب شدیدی دیدند. از آثار اشغال کاهش شدید تولید ابریشم به دلیل فرار تولیدکنندگان آن بود. تنها نتیجه آن برای روسیه، این بود که یک بار از قفقاز به پیش رفته بودند و پرچم شان را بر ساحل جنوبی دریای خزر برافراشته بودند. پتر کبیر در ۱۷۲۵، درگذشت و کاترین اول، جانشین او زنی با عقل و هوش به مراتب کمتر از پتر بود. جانشین او پتر دوم که جوان بود به هولشتاین علاقه بیشتری داشت تا گیلان ولی ایران در دست افاغنه بود و شاه تهماسب نتوانست از این وضعیت استفاده کند.
در ۱۷۲۸، زینال ابراهیم، درویشی از لاهیجان، عنوان سلطنتی اسماعیل میرزا را به خود گرفت و مدعی شد پسر شاه سلطان حسین است. او با همکاری تعداد زیادی از کوه نشینان دلیر دیلم، دیلمان، رانکوه و ماسوله را تصرف کرد و منافع همه گروه‌های ذی‌نفع در منطقه، از جمله تهماسب، روسها و عثمانیان را به خطر انداخت. او که از حامیان تهماسب شکست خورده بود با نیروهای روس مواجه شد که آن‌ها را به سوی منطقه اشغال شده توسط عثمانی در شرق آذربایجان راندند. در آنجا نیروهایش توسط عثمانی‌ها تار و مار شدند و زینال کشته شد. پس از مرگ پتر در ۱۷۲۵ نیروهای روس تا ۱۷۳۴ در گیلان ماندند. پس از آن آن‌ها به دلایلی از جمله ظهور نادر شاه، تلفات بسیار به دلیل بیماریها، نصف شدن شمار ارتش شان و مشکلات داخلی از گیلان و همهٔ دیگر ولایات ایرانی عقب‌نشینی کردند. در دو معاهده رشت و گنجه در ۱۷۳۴ و ۱۷۳۵ آن‌ها بازگشت همه ولایات اشغال شده توسط پتر را به رسمیت شناختند.

## فرمانروایان گیلان
در بیشتر قرن هیجدهم گیلان به‌طور مستقل یا شبه مستقل توسط فرمانروایانی از بازماندگان اسحاقیه و خصوصاً امیره دباج فومن و بیه پس با کمک حکام شهرها و بخش‌ها که آن‌ها هم از خاندانهای محلی بودند اداره می‌شد. در این دوره تعدادی فرماندار کل هم توسط نادرشاه، کریم خان و آغا محمد خان برای گیلان منصوب شدند ولی دوره آن‌ها عمدتاً کوتاه بود. طی دوره نادرشاه، فرمانروایان گیلان خراج اختصاص یافته به ولایت را به فرمانداران کل یا خزانه مرکزی می‌فرستادند. به هرحال مالیات‌گیری منجر به دو شورش عمده شد، که یکی از تالش در ۱۷۴۴ شروع شد که دو سال طول کشید، و دیگری از گسکر شروع شد و تا ۱۷۴۷ زمانی که نادر کشته شد ادامه یافت.
یک حرکت مهم در این دوره تلاش نادرشاه برای تشکیل نیروی دریایی ایرانی در دریای خزر بود. او برای نیل به این هدف جان التون انگلیسی را برای تأسیس یک کارخانه کشتی‌سازی در انزلی منصوب کرد و لقب جمال بیگ به او داد. او که قبلاً دو کشتی در قازان برای رود ولگا ساخته بود، از طرف نادرشاه مأمور شد که سواحل شرقی خزر را بررسی کند. او موفق شد کشتی با ظرفیت ۲۰ توپ بسازد که گزارش شده بهتر از کشتیهای روسی در خزر بود.
در هرج و مرج پس از قتل نادر شاه، قلمرو او به دست سران ایلی افتاد. در گیلان، آقا جمال فومنی (از بازماندگان امیره دباج، و فرزند آقا کمال که در دوره شاه سلطان حسین فرمانروای گیلان بود) همراه با آقا صافی حکومت مرکزی را شکست دادند و حکومت ولایت را از رشت به دست گرفتند. در جریان کشمکش بین زند و قاجار، محمدحسن خان پدر آغا محمد خان امنیت گیلان را تأمین کرد و با دختر آقا جمال فومنی ازدواج کرد. آقا جمال در ۱۷۵۳ در نتیجه یک عداوت قدیمی توسط آقا هادی شفتی در شفت کشته شد. آقا هادی با کمک میرزا ذکی حاکم گسکر برای ۴ ماه بر گیلان حکومت کرد. او در یک حمله ناگهانی توسط سران قاجار دستگیر و اعدام شد. آن‌ها هدایت الله، فرزند جوان آقا جمال را به فرمانروایی رشت منصوب کردند.
پس از رسیدن کریم خان به قدرت هدایت الله خان به تهران فرستاده شد و یک حامی کریمخان در ۱۷۶۰ جایگزین او شد؛ ولی وقتی کریمخان در یک کارزار نظامی در آذربایجان بود هدایت الله خان به گیلان گریخت و دوباره به مقام فرمانروایی گیلان رسید. به زدوی کریمخان او را دستگیر کرد و ۱۲۰۰۰ تومان جریمه کرد و نظرعلی خان زند برای نظارت بر دولت گیلان فرستاده شد. بعدتر، کریمخان سیاست اش نسبت به هدایت الله خان را عوض کرد و او را در ۱۷۶۷ به فرمانروایی گیلان منصوب کرد و دختر او را به عقد پسر اش ابوالفتح خان درآورد.
هدایت الله خان توانست شبه-استقلال گیلان را تا رسیدن آغا محمد خان به قدرت در دهه ۱۷۷۰ حفظ کند. در ۱۷۷۳ او سعی کرد حمایت روسها را کسب کند و وقتی موفق نشد در ۱۷۷۹ به فتحعلی خان خان خانات قبه برای کمک روی آورد. آغا محمد خان در ادامه تلاشهایش برای ایجاد یک حکومت مرکزی فتح گیلان را به برادر اش مرتضی قلیخان سپرد. هدایت الله خان که با یک اشغال قریب‌الوقوع و شکست تحقیرآمیز مواجه بود دو فرد سرشناس محلی، میرزا صادق منجم باشی و محمد صالح لاهیجی را با هدایای گرانبها به دربار قاجار فرستاد. نتیجتاً شاه مرتضی قلی خان و سرابازانش را از گیلان فراخواند. در نتیجه دشمنی خانوادگی او آقا رفیع شفتی و پنج برادر و برادر زاده اش را اعدام کرد. علاقه هدایت الله خان به حفظ حدی از استقلال باعث شد او در آخرین تلاش برای مقاومت علیه حاکم در حال ظهور قاجار دوباره از روسها تقاضای حفاظت کند. گرچه نپذیرفتن تقاضای روسها برای الحاق بندر انزلی منجر شد روسها آغا محمد خان را تحریک کنند که گیلان را فتح کند. مصطفی خان دولو با ۶۰۰۰ سرباز به رشت حمله کرد و هدایت الله خان را شکست داد. وقتی او در یک کشتی روسی پناه گرفت، روسها او را به آقا علی تنها بازمانده خاندان آقا رفیع شفتی که همگی توسط هدایت الله کشته شده بودند تحویل دادند. او توسط آقا علی اعدام شد.
گیلان تحت فرمانروایی هدایت الله که تجارت خارجی را با جذب شمار زیادی از ارامنه، روسها، یهودیان و هندیان به رشت حمایت می‌کرد پیشرفت کرد. آن‌ها در کاروانسراهای جداگانه می‌زیستند و تجارت می‌کردند. او با حکمرانی در یکی از بارونق‌ترین ایالات ایران با یک درآمد سالانه قابل توجه (حدود ۲۰۰ هزار پاوند) در یک دوره طولانی ثروت زیادی به دست آورد و با سخاوتمندی زیست. او خراج بزرگی از ابریشم و طلا به حاکمان از محمدحسن خان تا کریمخان و آغامحمدخان می‌فرستاد. او درباری درخشان و با مبلمان عالی و شرابهای قوی و بردگان گرجی، و یک ارتش حقوق بگیر از ۱۵ هزار مرد داشت که می‌توانست ده هزار نیروی ایالتی هم بدان بیفزاید. او علاوه بر درآمد سرشار از تولیدات محلی خصوصاً ابریشم، از مالیات ثابت سرانه بر جامعه بزرگ رامنی و نیز از تجارت با روسها که یک پست تجاری مستحکم در انزلی داشتند کسب می‌کرد.